# Anne-Marie du Boccage
Anne-Marie Fiquet du Boccage, cuyo apellido de soltera era Le Page o Lepage (Ruan, 22 de octubre de 1710-París, 8 de agosto de 1802), fue una escritora y dramaturga francesa. Se distinguió por cultivar con éxito géneros literarios desde siempre reservados a los hombres, como la tragedia y la epopeya.

## Biografía
Le Page provenía de una familia de clase media alta de Rouen / Ruan. Se casó en 1727 con Pierre-Joseph Fiquet du Boccage, un recaudador de tallas, igualmente aficionado a las bellas letras. La pareja frecuentaba a todos los amantes de las letras de Ruan: Pierre-Robert Le Cornier de Cideville, el abate Jean-François Du Resnel du Bellay, futuro abogado en el caso Jean Calas; Élie de Beaumont, Jeanne-Marie Leprince de Beaumont, el abate Antoine Yart...
Después de establecerse en París en 1733, la pareja Du Boccage fue formando gradualmente un salón literario. Anne-Marie entabló así relación con personajes famosos. En julio de 1746, recibió una recompensa excepcional para una mujer, el primer premio otorgado por la Academia de Ruan. Le envió su poema a Voltaire, quien respondió el 15 de agosto de 1746 llamándola la "Safo de Normandía". Le Cornier de Cideville, que era el corresponsal normando de Voltaire, la recomendó a Fontenelle, quien pronto se convirtió en uno de sus contertulios habituales de los domingos. Miembro de la Academia Francesa y de la Academia de Ciencias de Francia, Fontenelle le permitió vincularse con el académico y comediógrafo Marivaux y conocer a otro académico, el abate Trublet y otros eruditos miembros de la Academia de Ciencias, como Algarotti y Clairaut.
En febrero de 1748 publicó una traducción en seis cantos del Paraíso perdido de John Milton dedicado a la Academia de Ruan. Voltaire y Fontenelle lo alabaron, y el abate de Bernis publicó versos de alabanza. Este poema le valió el interés público y la fama inmediata. Desde finales de la década de 1740 hasta la década de 1760 se publicaron innumerables poemas a su gloria en el Mercure de France.
Animada por el éxito del Paradis Terrestrial, se aventuró a encarar la escena teatral con Les Amazones / Las Amazonas, una tragedia en verso, atrevimiento considerado imperdonable en una mujer por algunos. Y a pesar de un público "extremadamente prejuiciaso contra ella" , Anne-Marie du Boccage persistió, aun cuando enfermó la víspera del estreno; pero disfrutó del éxito al día siguiente, 24 de julio de 1749, en nada menos que la Comedie Francaise. Collé informó que había una multitud enloquecida, "como en una primera representación de Voltaire o Crébillon en pleno invierno", aunque consideraba necesario atribuir su pieza en realidad a Du Resnel o Linant. Se desataron sin embargo los misóginos para culparla por haberse aventurado en un coto reservado a los hombres en el teatro. Así, el venal, polémico y antiespañol abate Raynal, que tanto había por cierto despreciado a los indígenas americanos y a sus colonizadores, escribió: “Sin la indulgencia que uno tiene por su sexo, la primera representación no habría podido llegar al final". O Baculard d'Arnaud: "Podemos llamar a esta pieza Las menstruas de Melpómene. [...] ¡Que se contente con reinar en la cama, y que nos deje el teatro a nosotros!" Sin embargo, Las Amazonas alcanzaron once funciones, algo considerado éxito para una época en que muchas piezas a menudo se caían en la primera función. En su momento, Fontenelle pidió ser censor de la obra, para aprobarla públicamente en estos términos: “Leo esta obra donde vemos con gran placer a las amazonas guerreras tan bien representadas por otra ilustre amazona del Parnaso". Hoy esta obra goza de renovado interés y ha sido objeto de estudios feministas. Por otra parte, imitó la prosa lírica del suizo Salomon Gessner en La muerte de Abel.
Anne-Marie du Boccage se entregó entonces al género de la epopeya con La Colombiade, ou La foi portée au Nouveau Monde (1756), un poema en diez canciones inspirado en el homónimo de Giulio Cesare Stella o del anterior que sirvió de fuente a este, De navigatione Christophori Columbi libri quattuor de Lorenzo Gambara, que causó gran sensación en el mundo literario. Voltaire, Fréron, el Mercure de France, el Journal des savants y el Journal de Trévoux la calificaron con grandes elogios. El poema además recibió el refrendo de haber sido reimpreso tres veces en París y haber sido traducido al inglés , español , alemán e italiano.
De todas sus obras, sus Cartas sobre Inglaterra, Holanda e Italia también se han ganado muchos elogios. Las Lettres sur l'Italie, que publicó en 1755, son una versión reelaborada de cartas reales enviadas por Anne-Marie du Boccage a su hermana durante un viaje a Italia. Y constituyen el primer ejemplo del género del libro de viajes femenino a Italia.
Anne-Marie du Boccage también supo acumular honores literarios como ninguna otra mujer de letras de su tiempo. Después de la Academia de Ruan en 1756, la Academia de Lyon le abrió sus puertas el 20 de junio de 1758. Mientras tanto, hizo un viaje triunfal a Italia con su marido. No sólo fue recibida por el Papa, sino que fue la segunda francesa, después de Émilie du Châtelet, en ser admitida en las dos prestigiosas Academias de las Arcades de Roma y Bolonia. Su amigo Algarotti también la hizo recibir en la Academia de Padua, la Academia de Florencia y la Academia de Cortona. Todas las personalidades destacadas la celebraron de pueblo en pueblo como una mujer extraordinaria. También fue amiga íntima de Charles-Albert Demoustier.
La correspondencia epistolar escrita por el astrónomo francés Jean Sylvain Bailly y publicada en el Essai sur les fables et sur leur histoire (en francés: Essai sur les fables et sur leur histoire) estaba dirigida a ella y el comediógrafo Carlo Goldoni se inspiró en Du Boccage para el personaje de doña Giulia en la comedia La donna di maneggio, de 1760.

## Obras
- Lettres sur l'Angleterre et la Hollande
- La Colombiade, ou La foi portée au Nouveau Monde
- Le Paradis terrestrial
- Les Amazones
- Le Temple de la Renommée
- Oraison Funèbre de François Eugène, Prince de Savoye (traduction)
- Lettres sur l’Angleterre, la Hollande et l’Italie
- Recueil des œuvres de Madame du Boccage volumen 1 ; volumen 2 ; volumen 3